# 碧峰峡镇
碧峰峡镇，是中华人民共和国四川省雅安市雨城区下辖的一个乡镇级行政单位。2019年12月，撤销北郊镇，将原北郊镇福国村、桥楼村、大石村、七盘村、丁家村、席草村、蒙泉村、永兴村、福坪村、陇西村、峡口村所属行政区域划归碧峰峡镇管辖。

## 行政区划
碧峰峡镇下辖以下地区：
八甲村、七老村、柏树村、三益村、名扬村、黄龙村、碧峰村、庙后村、红牌村和后盐村。